# House Mill

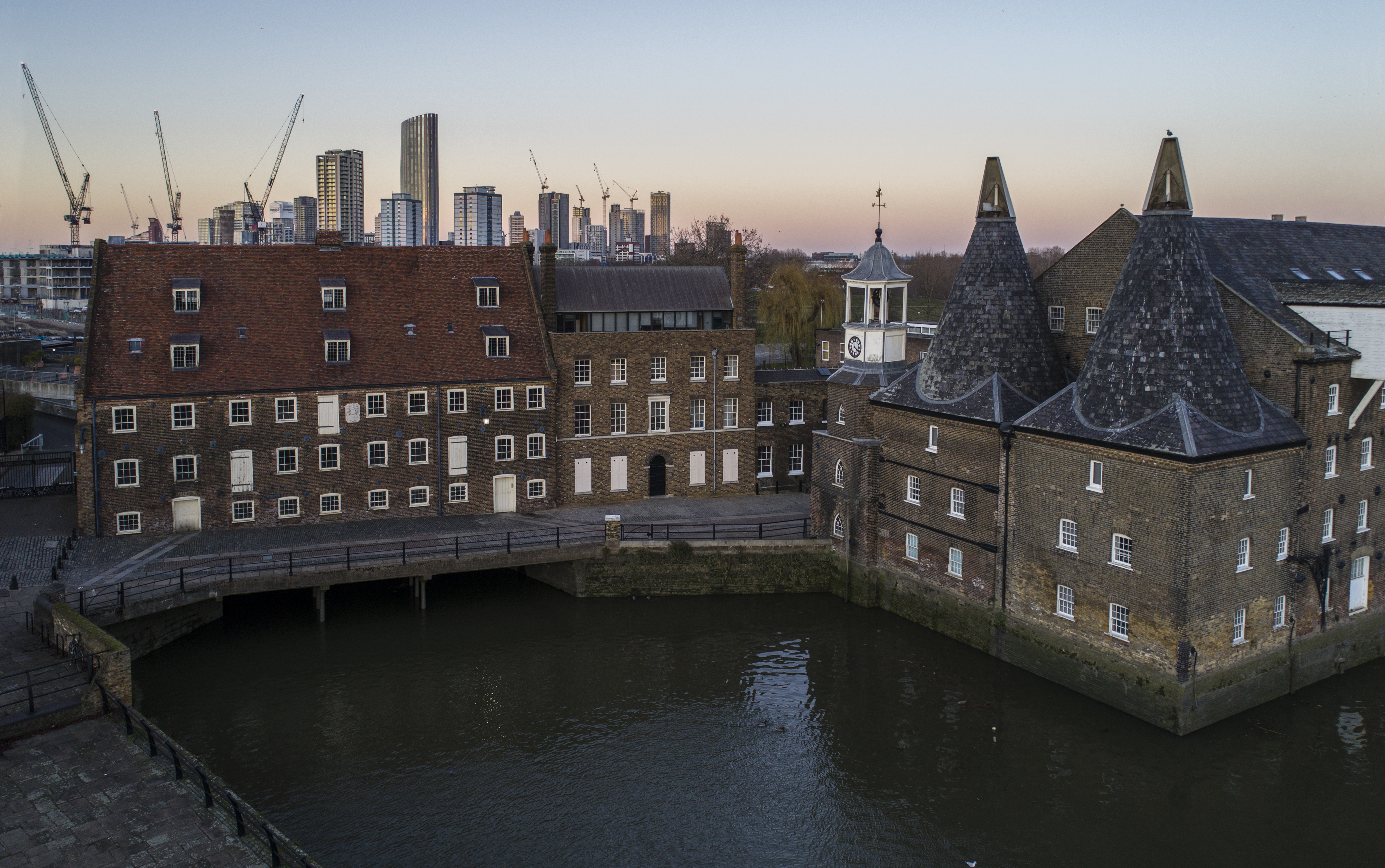
La House Mill vue du bassin du moulin.

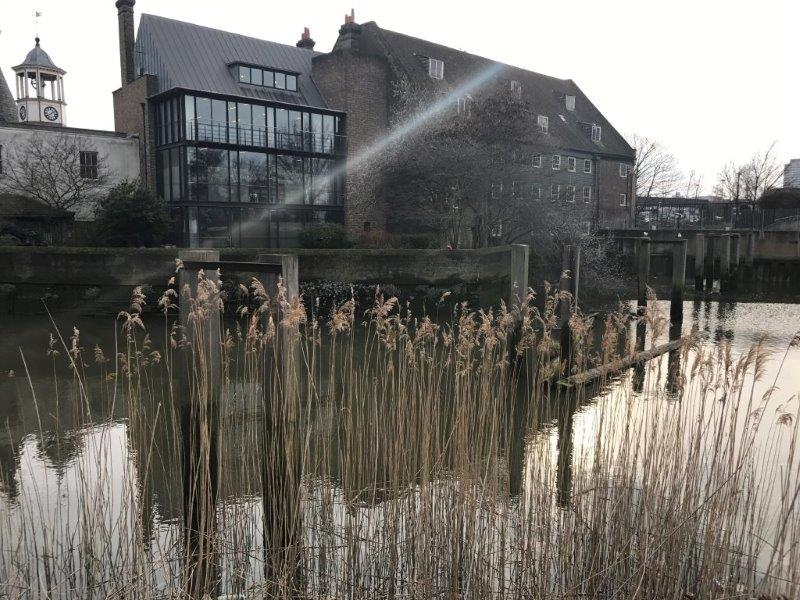
House Mill vu de Sugar House Island.

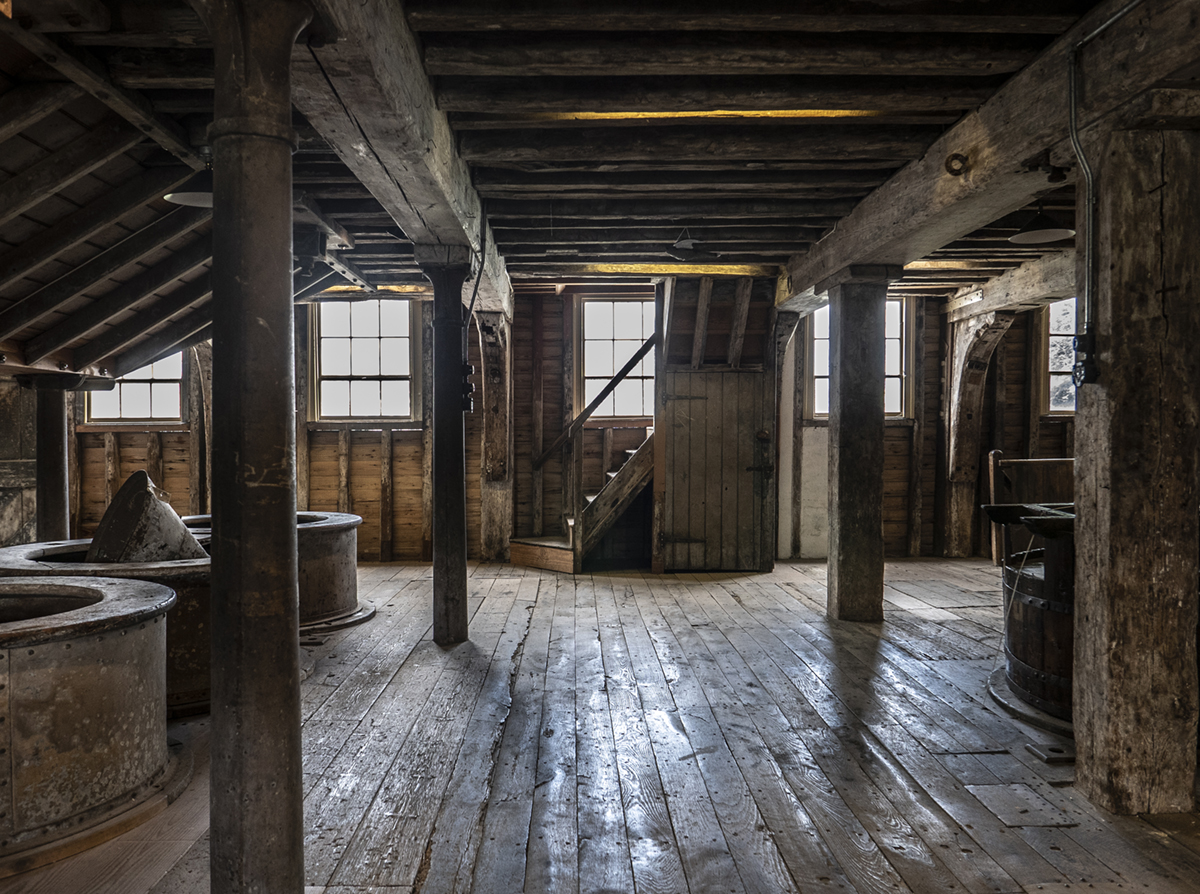
L'intérieur de House Mill.

Le House Mill est un bâtiment classé de Grade I situé sur la rivière Lea à Mill Meads, à Stratford (Londres). Il fait partie du complexe des Three Mills (Trois Moulins). Les moulins à marée d'origine du site remontent au Domesday Book de 1086, et la structure actuelle de House Mill a été construite en 1776 par Daniel Bisson. Il a été endommagé par un incendie en 1802, puis reconstruit par Philip Metcalfe.
Il s'agit de l'un des quatre bâtiments classés de grade I dans le quartier londonien de Newham. House Mill reste le « plus grand moulin à marée de Grande-Bretagne » bien que les roues hydrauliques ne fonctionnent pas.

## Description
La façade sud présente un blason daté de 1776 et les initiales « DSB » (qui pourraient être Daniel et Sarah Bisson), avec quarante plaques murales en fonte qui relient les extrémités des poutres du sol.
La Miller's House (maison du meunier) a été reconstruite en 1995 avec un intérieur moderne, mais en conservant la façade d'origine. Le moulin et la maison de l'autre côté du moulin ont été construites à l'origine pour le meunier et sa famille. Une bombe de la Seconde Guerre mondiale a atterri sur un entrepôt à proximité et a endommagé les deux maisons le 15 octobre 1940, qui ont ensuite été démolies. Le moulin a cessé de fonctionner et a été utilisé comme entrepôt.

## Publications

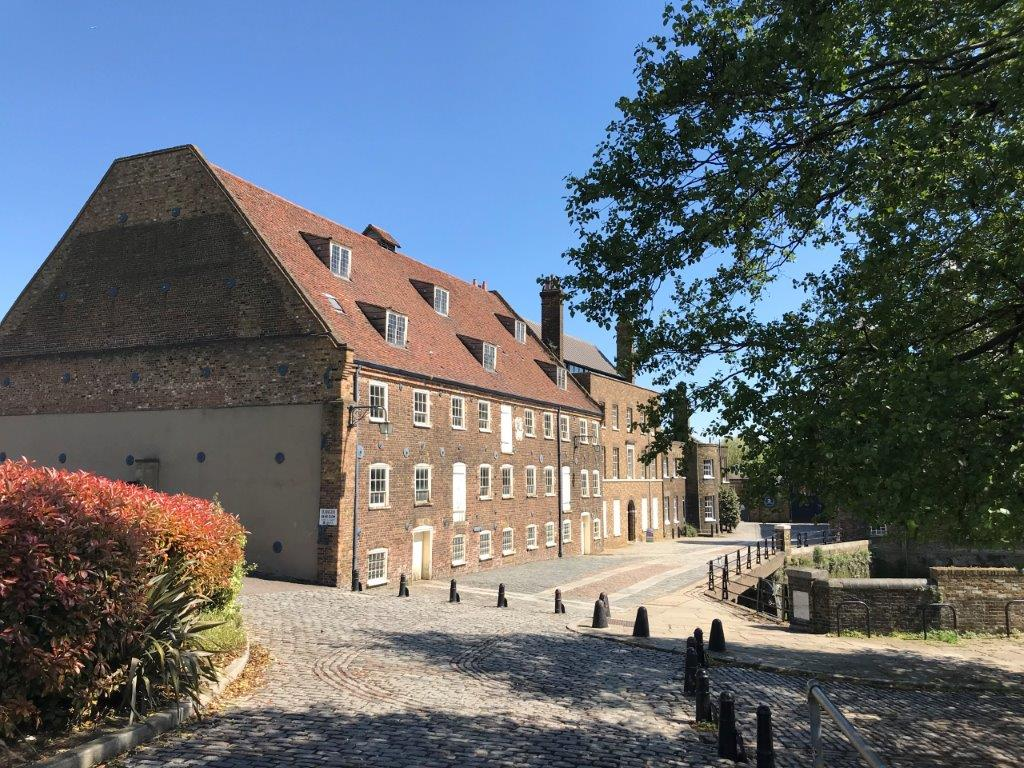
Façade du moulin sur Three Lane Lane.

Les documents de recherche suivants sont publiés par The House Mill (River Lea Tidal Mill Trust Ltd).
- La distillerie Three Mills à l'époque géorgienne par Keith Fairclough (2003)
- La famille LeFevre et la distillation le long de la basse Lea par Keith Fairclough (2003)
- Propriétaires des Trois Moulins (1539-1728) de Keith Fairclough (2003)
- Philip Metcalfe (1733-1818), député et industriel qui a construit le Moulin à horloge de Keith Fairclough (2003)
- La famille Bisson de Three Mills de Keith Fairclough et Brian Strong (2003)

## Remarques
1. ↑  Historic Buildings in Newham
2. ↑  Philip Metcalfe (1733–1818), the MP and industrialist who built the Clock Mill by Keith Fairclough (2003)
3. ↑  Listed Buildings of Local and National Importance London Borough of Newham
4. ↑  Three Mills Island Lee Valley Regional Park Authority
5. ↑  House Mill Tour guide notes